# امریخ دمبروسکی
امریخ دمبروسکی (رومانیایی: Emerich Dembrovschi؛ زادهٔ ۶ اکتبر ۱۹۴۵) بازیکن و مربی فوتبال اهل رومانی بود.
وی همچنین در تیم ملی فوتبال رومانی بازی کرده‌است.